# (11369) Brazelton
(11369) Brazelton (1998 QE33) – planetoida z grupy pasa głównego asteroid okrążająca Słońce w ciągu 3,53 lat w średniej odległości 2,32 j.a. Odkryta 17 sierpnia 1998 roku.